# Юрій Олександрович (князь Углицький)
Юрій (Георгій) Олександрович — князь Углицький (1302 — 30 травня 1320, Ростов) і Ростовський (1316–1320).

## Життєпис
Син князя Олександра Костянтиновича, князя Углицького.
Ще малолітнім, після смерті свого батька у 1307 зайняв Углицький стіл.
У 1316 отримав ще й Ростовський уділ після смерті свого дядька Василя Костянтиновича, діти якого були молодшими двоюрідними братами Юрія, чому і зайняли Ростовський стіл лише після смерті останнього.
При ньому в Ростові у 1318 був з Орди «посол лют», на ім'я Кочка, що заподіяв багато лиха Ростову.
Помер 30 травня 1320, коли йому було років 17 або 18, не залишивши потомства. Після нього Ростовське князівство розділилося на 2 половини, так само, як і сам Ростов, що розділився на 2 сторони — Борисоглібську та Стрітенську. Є припущення, що у нього був один син Михайло.

## Джерело
- Ростовські та Білозерські удільні князі

1. ↑  Ростовские и Белозерские удельные князья // Русский биографический словарь / под ред. Б. Л. Модзалевский — Петроград: 1918. — Т. 17. — С. 182–211.